# Michel Tikhomiroff
Michel Tikhomiroff é Michel Alencar Tikhomiroff, diretor de filmes e diretor artístico da área de desenvolvimento de conteúdo da Mixer Films.

## Biografia
Michel Alencar Tikhomiroff (Rio de Janeiro, 4 de abril de 1974) é um diretor de cinema e televisão brasileiro, conhecido por sua trajetória na produção de conteúdo audiovisual de alta qualidade.
Graduado em Cinema e TV pela Tisch School of the Arts da New York University, Tikhomiroff iniciou sua carreira na publicidade, conquistando diversos prêmios, incluindo um Leão de Ouro no Festival de Cannes. Ao longo de sua trajetória, transitou entre o cinema e a televisão, destacando-se como diretor e produtor executivo de projetos de grande sucesso.

## Carreira
Seus trabalhos mais conhecidos incluem a direção geral das quatro temporadas da série "O Negócio" para a HBO, uma das produções mais assistidas da emissora no Brasil, e a direção geral de "Julie e os Fantasmas" para a Nickelodeon e Rede Bandeirantes, finalista do International Emmy Kids Awards. Michel também assinou a produção executiva da versão americana da série, "Julie and the Phantoms", dirigida por Kenny Ortega para a Netflix USA.
No cinema, lançou os longas-metragens "Confia em Mim" e "Pronto, Falei", ambos com grande repercussão crítica. Atualmente, está à frente da direção geral da série "Instinto" em fase de desenvolvimento para a Globoplay.

## Prêmios e Reconhecimento
- Leão de Ouro e Bronze no Festival Cannes Lions
- Finalista do International Emmy Kids Awards por "Julie e os Fantasmas"

## Estilo e Contribuições
Michel Tikhomiroff é conhecido por sua visão criativa e narrativa inovadora, abordando temas complexos e relevantes de forma envolvente e contemporânea. Seus trabalhos se destacam pela qualidade técnica e pela capacidade de conectar com o público, contribuindo para o desenvolvimento da indústria audiovisual brasileira.

## Outras Atividades
Além de sua atuação como diretor e produtor, Michel é membro da Academia Brasileira de Cinema e do International Emmy Awards.

## Filmografia
- Cinema
  - 2014 - Confia em Mim - Diretor
  - 2022 - Pronto, Falei - Diretor
- TV
  - O Negócio (HBO) - Diretor Geral
  - Julie e os Fantasmas (Nickelodeon/Band) - Diretor Geral
  - Julie and the Phantoms (Netflix USA) - Produtor Executivo
  - O Escolhido (Netflix) - Diretor Geral

## Curiosidades
- É filho do diretor brasileiro João Daniel Tikhomiroff.[1]